# Чемпионат мира по хоккею с шайбой среди юниорских команд 2026
Чемпионат мира по хоккею с шайбой среди юниорских команд 2026 года — 27-й предстоящий турнир юниорского чемпионата мира под эгидой ИИХФ должен пройти с 22 апреля по 2 мая 2026 года в столице Словакии Братиславе и курортном городе Пьештяни.

## Место проведения
В третий раз, право на проведение чемпионата получило Словакия. Столица страны впервые примет турнир такого уровня. Город Пьештяни во второй раз принимает чемпионат.

## Участвующие команды
В чемпионате примут участие 10 национальных команд — восемь из Европы и две из Северной Америки.
Европа
- Чехия*
- Латвия*
- Финляндия*
- Швеция*
- Германия*
- Дания^
- Словакия×*
- Норвегия*

Северная Америка
- Канада*
- США*

* = 8 команд автоматически квалифицировались в высший дивизион по итогам чемпионата мира 2025 года
x = Организатор чемпионата
^ = Команда пришла из I дивизиона чемпионата мира 2025